# 班主任
班主任是在学校中被指派管理班级的教师，負責建立班級規定、領導班級行動、協助指導學生。班主任制度源于苏联，现今中国大陆、俄罗斯、香港、日本等地区的学校存在或部分存在班主任制度。如日本稱為「擔任」（日语：担任），中國大陸稱為班主任，臺灣通常稱為班級導師或班導。